# 県北西部地域医療センター国保白鳥病院
県北西部地域医療センター国保白鳥病院（けんほくせいぶちいきいりょうせんたーこくほしろとりびょういん）は、岐阜県郡上市にある郡上市が設置する公的医療機関である。全国に900以上ある国民健康保険診療施設の一つである。白鳥町国民健康保険白鳥病院を前身とし、2004年（平成16年）の市町村合併とともに郡上市所管となった。過去の名称から「町病院」とも呼ばれることもある。岐阜県北西部（郡上市、高山市荘川地域、大野郡白川村）の地域医療確保を目的に、3地区の国保診療所・介護老人保健施設を束ねる県北西部地域医療センターが2015年（平成27年）4月に発足した。その基幹病院として位置づけられている。

## 概要
白鳥病院は診療科7科・病床数46床（一般46床）を有す郡上市北部を代表する病院の一つである。救急指定病院として岐阜県知事により告示されている。
旧白鳥町周辺において最も古くからある病院であり、鷲見病院とともに地域医療を担う中核病院となっている。しかし立地する郡上市は所謂へき地であることもあり、本院でも医師不足の影響が表れはじめている。特に全国的に問題となっている産婦人科関連では、常勤医が1名という状態が続いていたため、派遣元である岐阜大学より郡上市民病院への集約化の方針が示され、本院では分娩の取り扱いを取りやめている。なお婦人科診療は分娩取り扱い休止後も続けられている。
そのほかの診療面の特徴としては、白鳥病院では地域（郡上市）の高齢化率が30%近くに達していることもあり、特にリハビリテーションに力を入れている。日本で初めて導入された医療・保健・福祉の3分野での高齢者筋力増強システムのほか、リハビリテーション用のプールの設置など充実した設備をリハビリセンターに整えており、最先端の地域包括医療の拠点として医療関係者らの見学も多くなっている。
設備面においてはMRIやマンモグラフィなどの高度医療機器を備えている。施設面においては20床を有す透析センターのほか、前述のリハビリセンターや在宅介護支援センターなど様々な施設を併設しており、福祉や保健分野まで含めた地域の中核拠点となっている。なお本院では駐車場なども含めた敷地内においては全面禁煙となっている。
そのほかの特徴として、他の国保施設と同様に地域包括医療に熱心であり、前述のリハビリテーションを中心に予防接種や健康教室などの保健福祉サービスにも力を入れている。それに関連して地域医療連携室を設置しており、病病連携・病診連携にも積極的である。

## 診療科
- 内科
- 循環器科
- 小児科
- 皮膚科
- 婦人科
- リハビリテーション科
- 放射線科

## 専門外来
- リウマチ外来 ほか

## 交通機関
- 長良川鉄道越美南線 美濃白鳥駅下車、徒歩で約10分。
- 岐阜バス：高速八幡線・八幡白鳥線「郡上北消防署前」バス停から徒歩で約5分。
- 東海北陸自動車道 白鳥ICから約5分。